# FGM-148 Javelin
FGM-148 Javelin (ang. oszczep) – amerykański ręczny przeciwpancerny pocisk kierowany typu F&F.

## Historia
W 1989 roku US Army przyznała konsorcjum Javelin utworzonemu przez Raytheon Texas Instruments (obecnie Missile Systems) z Dallas i Lockheed Martin Electronics and Missiles (obecnie Missiles and Fire Control) z Orlando kontrakt na opracowanie następcy przeciwpancernego systemu rakietowego M47 Dragon.
Javelin wszedł w fazę produkcji seryjnej w 1994 roku, ale pierwsze systemy weszły do służby dopiero ponad półtora roku później, w czerwcu 1996, a pierwsza została w nie wyposażona jednostka w Fort Benning w Georgii. Javelin po raz pierwszy został wykorzystany bojowo podczas operacji Iraqi Freedom w marcu 2003 roku, kiedy to użyły go jednostki US Army, US Marine Corps oraz Australian Special Forces. System produkowany jest w zakładach Lockheeda Martina w Alabamie
Na większą skalę wykorzystywany jest przez siły zbrojne Ukrainy podczas inwazji Rosji, rozpoczętej 24 lutego 2022. 19 marca agencja Unian poinformowała, że Ukraińcy osiągnęli rekordową skuteczność systemu: na 112 prób uzyskano 100 trafień.

## Budowa i działanie
System zbudowany jest z:
- jednostki dowodzenia i odpalania (CLU – ang. Command Launch Unit), będącej pasywnym systemem identyfikacji celu wykorzystującym podczerwień, oraz jednostką kontroli ognia ze zintegrowanym celownikiem dziennym i termowizorem;
- pocisku Javelin umieszczonego w wyrzutni tubowej ATK.

Po namierzeniu celu i odpaleniu pocisku (jeszcze przed zapłonem silnika), informacje o celu zostają przekazane z CLU do pocisku, gdzie po odpaleniu cel obserwowany jest przez czujnik podczerwieni, przesyłający dane do urządzenia śledzącego, sterującego lotem pocisku i prowadzącego go do celu.
Pocisk jest wyposażony w dwustopniowy układ napędowy. Pierwszy człon odpowiada za wystrzelenie pocisku z tuby na odległość ok. 10 m. Rakieta obraca się wówczas lekko dyszą do dołu i uruchamia właściwy silnik rakietowy, dzięki temu może startować blisko żołnierza, nie powodując oparzeń gazami wylotowymi, a także utrudnia wykrycie strzelca.
Dostępne są dwie trajektorie lotu: 
- pocisk leci do celu po linii prostej;
- pocisk wznosi się, a następnie spada na cel, dzięki czemu Javelin teoretycznie jest w stanie zniszczyć każdy czołg, gdyż trafia w strop wieży, gdzie pancerz jest najcieńszy.

Pocisk ma dwie głowice, dzięki czemu możliwe jest zniszczenie czołgu chronionego pancerzem reaktywnym. Zadaniem pierwszej głowicy jest detonacja pancerza reaktywnego, a druga głowica zostaje zdetonowana z opóźnieniem, by mieć pewność, że pojazd będzie pozbawiony tego pancerza.
Istnieją wersje wystrzeliwane z przenośnych wyrzutni, z trójnogu (są tam trzy pociski) lub z pojazdów.
Masa rakiety to 11,8 kg, a CLU – 6,4 kg.
Jeden pocisk do wyrzutni Javelin kosztuje 80 000$, a CLU 125 000$. Do tej pory wyprodukowano ponad 11 000 pocisków.
Zdaniem analityków, Javelin dzięki swojemu sposobowi naprowadzania na widmo termalne i ataku z góry jest w stanie skutecznie zwalczać rosyjskie czołgi T-90 chronione pancerzem reaktywnym i nie jest przeciwko niemu skuteczny ich system samoobrony Sztora. 

## Użytkownicy
- Austria
- Bahrajn
- Czechy
- Estonia[3]
- Holandia
- Irlandia
- Jordania
- Kanada
- Litwa
- Norwegia
- Nowa Zelandia
- Stany Zjednoczone
- Tajwan
- Wielka Brytania
- Ukraina – od 2018 roku[4]
- Polska – w 2020 zamówiono 60 wyrzutni i 180 pocisków FGM-148F wraz z pakietem logistycznym i szkoleniowym dla Wojsk Obrony Terytorialnej[5]. W służbie od 2021 roku[6]. Pierwsze odpalenie w Polsce miało miejsce 17 czerwca 2021 roku[7].
- Gruzja[8]